# Charleroi
Charleroi (franciául / vallonul Tchålerwè) belga város, egyben alapfokú közigazgatási egység, község Vallónia régióban, Hainaut tartományban található, az azonos nevű járás (arondissement) központja. A város lakossága több mint 200 000 fő, az agglomerációs településekkel együtt 500 000 fő, és ezzel Belgium 5. legnépesebb települése. A város lakosait franciául Carolorégiens-nek, vagy egyszerűen Carolos-nak emlegetik.
A városban és környékén egészen a 20. századig a nehézipar volt a meghatározó, ma is számos vas- és acél, üveg, vegyi- és elektromechanikai üzem működik itt. Charleroi a központja a franciául Pays noir („fekete vidék”) elnevezésű térségnek, amely régebben főleg szénbányászatáról volt ismert. Erre a mai napig látható meddőhányók emlékeztetnek. Emellett a városban, illetve a Marcinelle nevű résztelepülésen található a belga képregények egyik legnagyobb kiadójának, a Dupuis-nak a központja.

## Földrajzi adottságai
Charleroi Belgium déli részén, a vallón régióban található, a város a Sambre folyó két partján helyezkedik el. A környéken húzódó vallon dombság természeti kincseire alapozva fejlődött a környék szénbányászata és vasipara, amelyek maradványai, a hatalmas meddőhányók, a mai napig megmaradtak. Jórészt ennek köszönheti a környék a Pays noir elnevezést.
Charleroi várost 1977-ben összevonták a környező településekkel és azóta az alábbi települések tartoznak még ide: Marcinelle, Couillet, Dampremy, Goutroux, Marchienne-au-Pont, Monceau-sur-Sambre, Mont-sur-Marchienne, Jumet, Gosselies, Lodelinsart, Ransart, Roux, Gilly, Montignies-sur-Sambre.

## Történelme

### Őskor és ókor
Charleroi és környékén az első modern emberek a kőkorszak idején települtek meg, kereskedelmi és fémfeldolgozási tevékenységük maradványait a Sambre partja mellett tárták fel. Az i. e. 1. századtól középületek, templomok és magánvillák épültek a római megszállás alatt. A Római Birodalom összeomlása után a frankok uralma alá került a térség, majd a Frank Birodalom felaprózódása során előbb a Lotaringiai Királyság, majd végül a Namuri Őrgrófság része lett. A város első említése Charnoy néven a 9. századból származik, amikor a lobbesi apátság egyik adománylevelében említik. A középkor során Charnoy csak egy volt a környék kisebb falvai közül és lakosainak száma kb. 50 fő lehetett.

### A modern Charleroi megalapítása
A város igazi történelme 1666-ban kezdődik, amikor Francisco Castel Rodrigo, Spanyol-Németalföld kormányzója, a király nevében kisajátította a környéket és egy erődítmény építésében fogott a Sambre partján. Ugyanezen év szeptemberében a város korábbi nevét az uralkodó, II. Károly spanyol király tiszteletére Charle-Roi-ra változtatta. A városi plébánia évkönyvében is megtalálható az erre utaló bejegyzés: FVNDATVR CAROLOREGIVM (MLCDVVVI). Egy évvel később XIV. Lajos francia király serege, Turenne tábornok vezetése alatt ostrom alá vette és elfoglalta a félkész erődítményt, amelyet majd Lajos zseniális hadmérnöke, Vauban irányításával fejeztek be. A francia uralom alatt a város királyi előjogokat kapott, a Sambre felett állandó híd épült és a lakosoknak ingyen földet osztottak.

### 1666-tól a belga szabadságharcig
A francia hódítás után előbb a hollandok fogták ostrom alá a várost, majd 1678-ban a nijmegeni békeszerződés értelmében a spanyolok visszakapták. 1693-ban a franciák ismét visszafoglalták, majd 1698-ban a rijswijki szerződéssel a spanyolok ismét visszakapták. A spanyol örökösödési háború során előbb a franciák, majd a hollandok foglalták el, míg végül a badeni szerződés 1714-ben az osztrák Habsburg-családnak juttatta. A francia Conti hercege 1745-ben ismét elfoglalta a várost, amelyet 1748-ban adtak vissza az osztrákoknak. Ekkor a város életében is jelentős fellendülés kezdődött, a II. József német-római császár uralma alatt beköszönő nyugalomnak köszönhetően. A szénbányászat, az acélipar és az üveggyártás, amely már majd egy évszázaddal korábban meghonosodott a környéken, most indult igazán fejlődésnek.
1790-ben ismét nehéz idők köszöntöttek a városra, előbb osztrákellenes felkelés tört ki, amely végül a Belgiumi Egyesült Államok megalakulását hozta magával, majd az osztrákok elfoglalták a várost. Őket az 1792. november 6-án vívott jemappes-i csata után a franciák szorították ki, de négy hónappal később az osztrákok visszatértek. 1794. június 12-én a francia forradalmi hadsereg Jean-Baptiste Jourdan tábornok vezetésével döntő vereséget mért az osztrákokra a fleurusi csatában és elfoglalta a várost, amelyet ezután Libre-sur-Sambre-n ak neveztek. 1815 júliusában, a waterlooi csata során elszenvedett végső veresége előtt, Napóleon pár napot itt töltött, majd lemondása után a város, eredeti nevén, az Egyesült Holland Királyság része lett.

### 1830-tól napjainkig
1830-ban felkelés tört ki a holland király ellen és a belga szabadságharc győzelme ismét jelentős fellendülést hozott a város életébe, jórészt a hagyományos szénbányászat, acél- és üvegiparra alapozva. Az ipari forradalom kontinentális megjelenésének köszönhetően Charleroi nagy hasznot húzott a környéken bányászott szén kokszolásából, illetve a helyi vasércből előállított acélból. Egész Európából özönlöttek ide a munkavállalók, jelentős részük Olaszországból érkezett és a város lakossága annyira megnőtt, hogy 1871-ben a város körüli falakat teljesen el kellett bontani. Az első világháború során heves harcok folytak a város környékén és ennek megfelelően jelentős károkat szenvedett, mivel a németek mindenáron meg akarták szerezni a Sambre folyó egyik átkelőjét. A második világháború után a város nehézipara hanyatlásnak indult, amelyből a mai napig nem nagyon tért magához. 1977-ben a belga közigazgatási reform keretén belül Charleroi-t összevonták a környékbeli településekkel és ezzel Vallónia legnagyobb, Belgium 5. legnagyobb városa lett.

## Városi politika

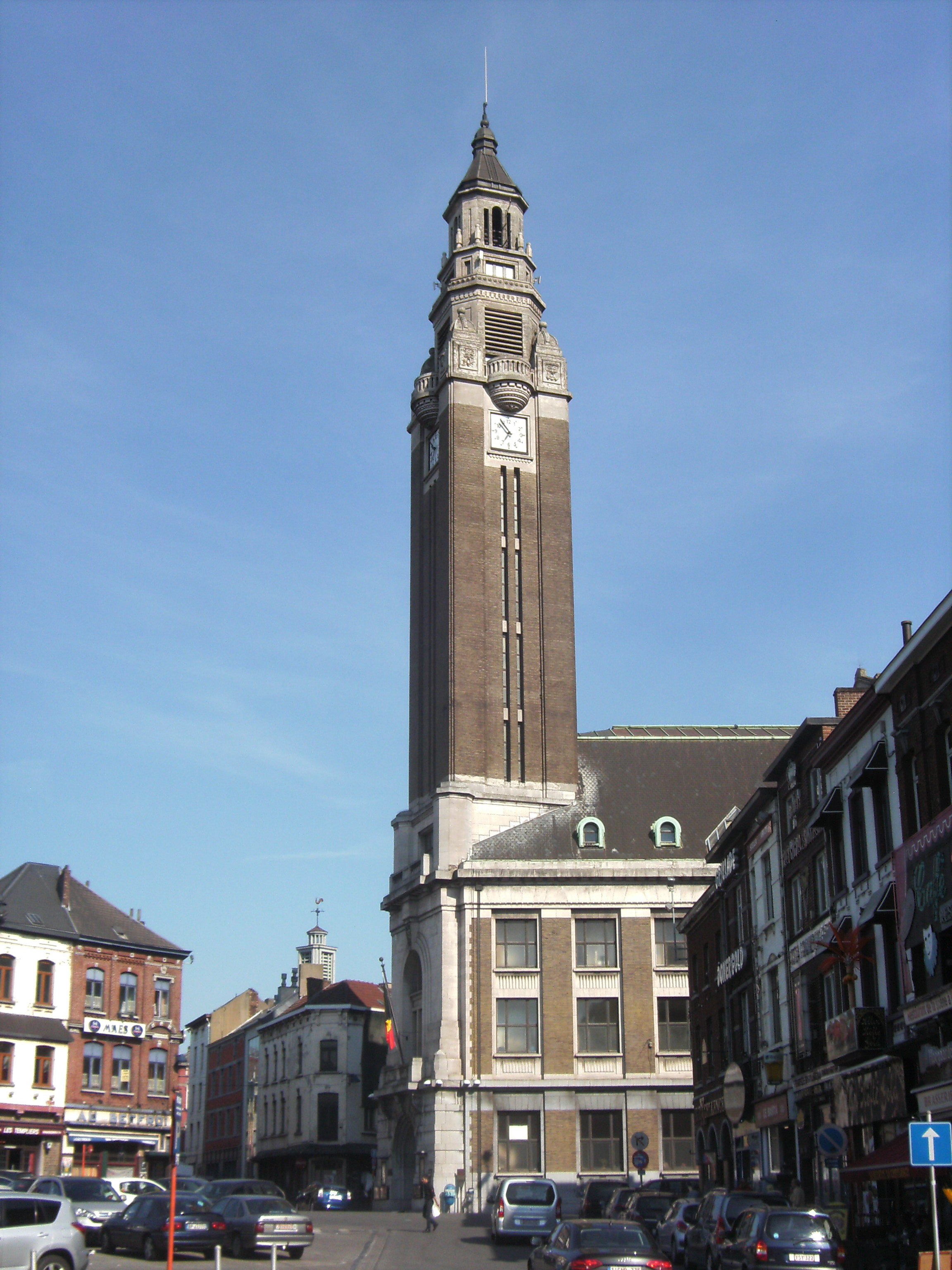
Az UNESCO-világörökség részeként számon tartott középkori harangtorony

Charleroi a francia nyelvű Belga Szocialista Párt (Parti Socialiste vagy PS) egyik fellegvára, a város polgármesterét is ez a párt adja. 2006 októberében az akkori polgármestert, Jacques Van Gompel-t korrupció, csalás és hamisítást vádjával elítélték és börtönbe zárták. Utóda, Léon Casaert, szintén a szocialista párt tagja, de a várost ekkor már hárompárti koalíció irányította. Közvetlenül a 2007-es országos választások előtt a koalíció egyik pártja kilépett, mivel a PS városi képviselői ellen korrupciós eljárás indult. Közvetlenül a választások után a PS az egész helyi szervezetet felfüggesztette és a városi tanács is lemondott. Casaert polgármestert 2007. június 18-án fogták perbe csalás vádjával.

### Választási eredmények
| Párt neve                                                 | Belga helyhatósági választások, 2000 (%) | Belga helyhatósági választások, 2006 (%) |
| --------------------------------------------------------- | ---------------------------------------- | ---------------------------------------- |
| Szocialista Párt (Parti Socialiste)                       | 51,4                                     | 38,4                                     |
| Reformista Mozgalom (Mouvement Réformateur)               | 16,1                                     | 24,6                                     |
| Humanista Demokratikus Közép (Centre Démocrate Humaniste) | 9,6                                      | 14,4                                     |
| Ecolo                                                     | 11,4                                     | 8,1                                      |
| Nemzeti Front (Front National)                            | 6,9                                      | 9,5                                      |

## Látnivalók

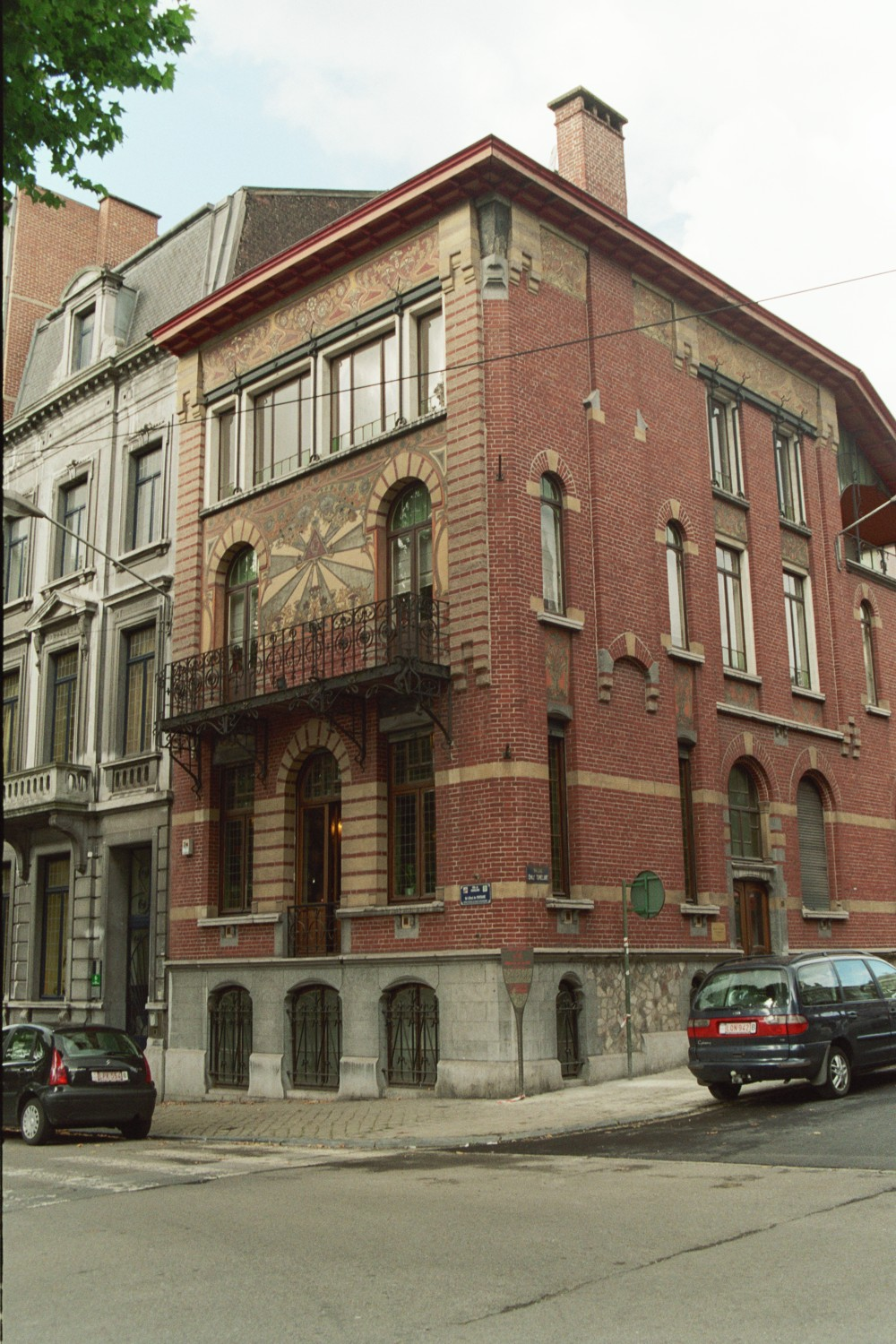
Maison Dorée

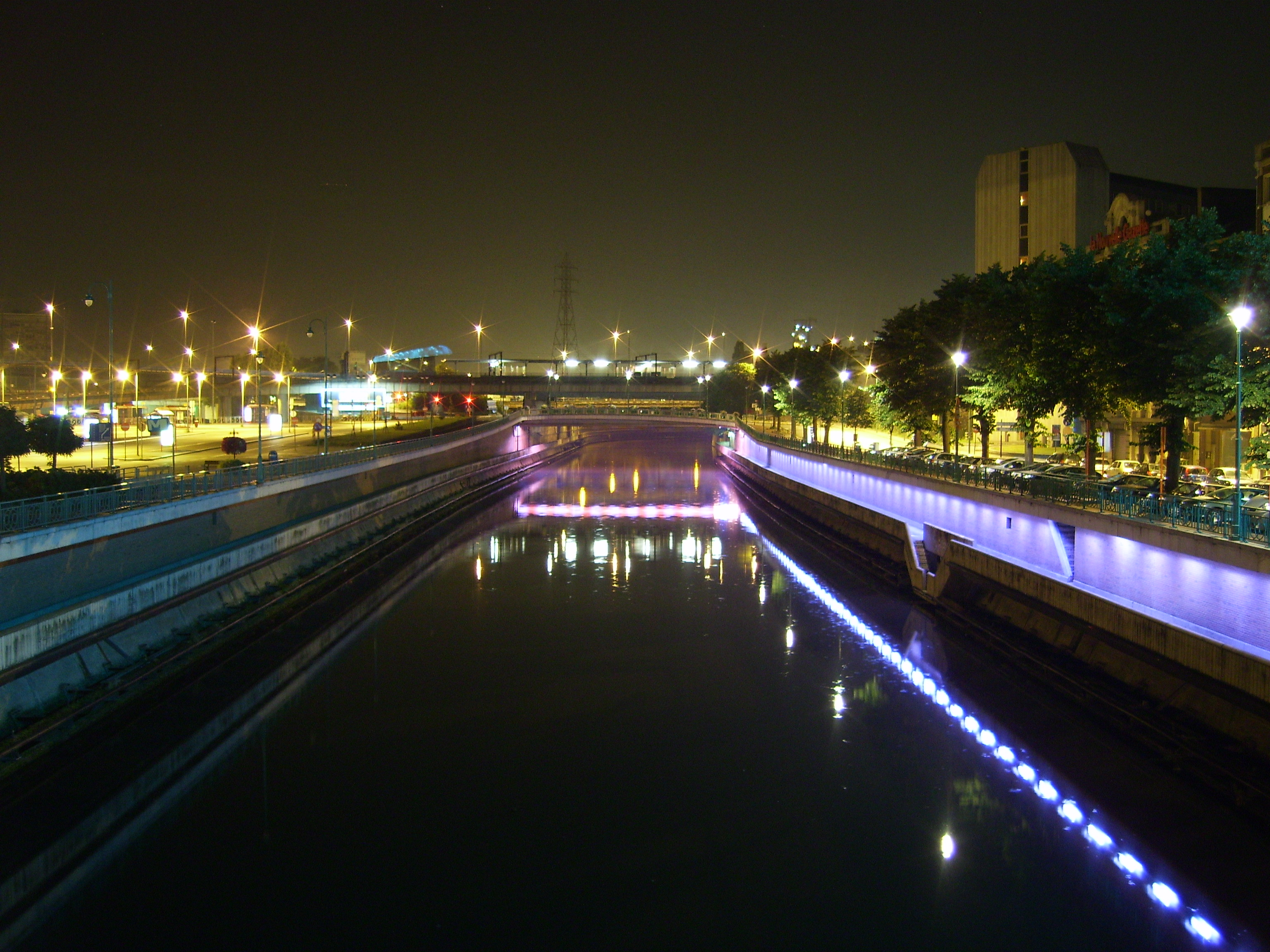
A Sambre folyó a Charleroi Midi vasútállomás közelében

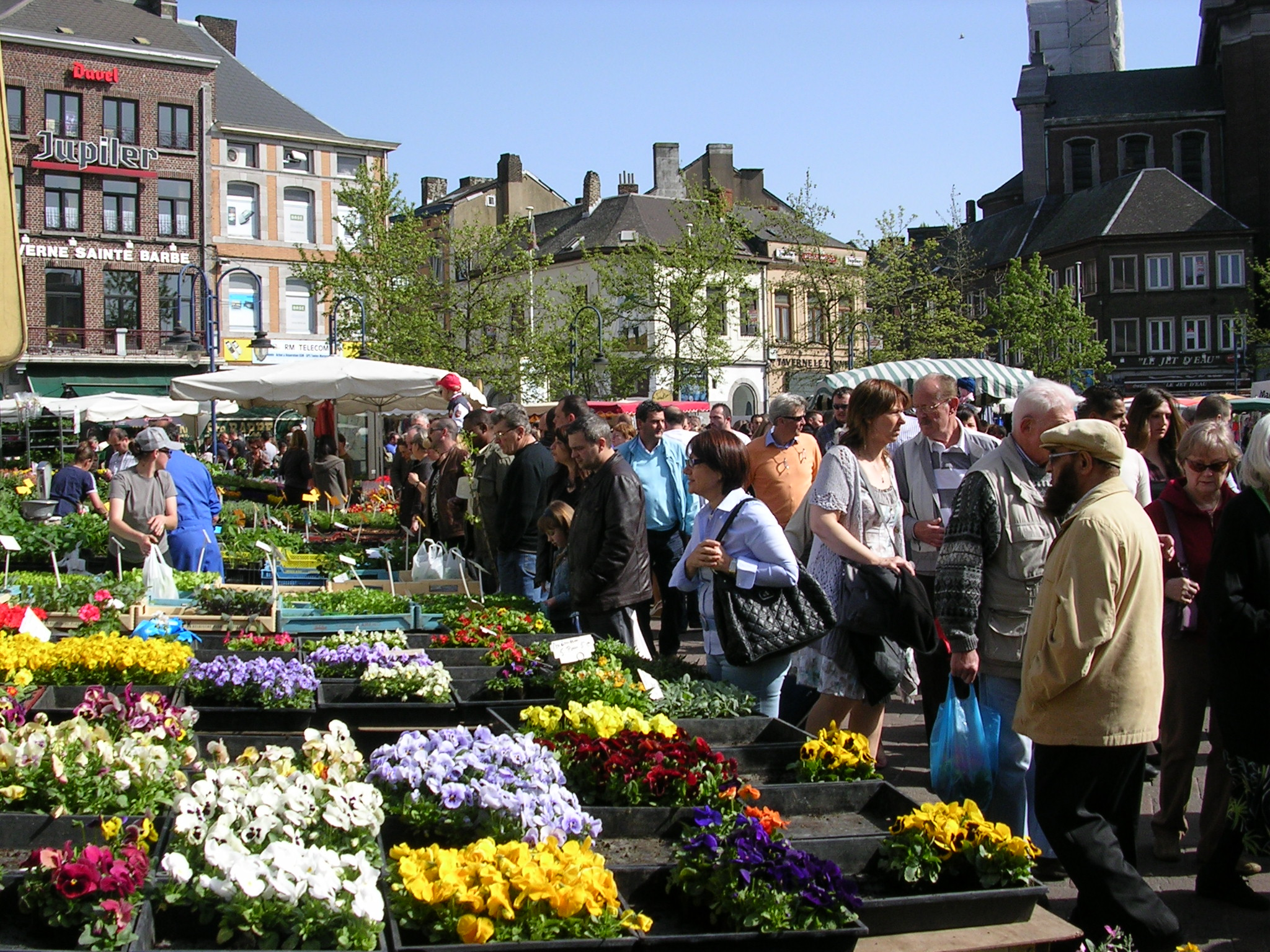
Charleroi belváros, bevásárlóutca

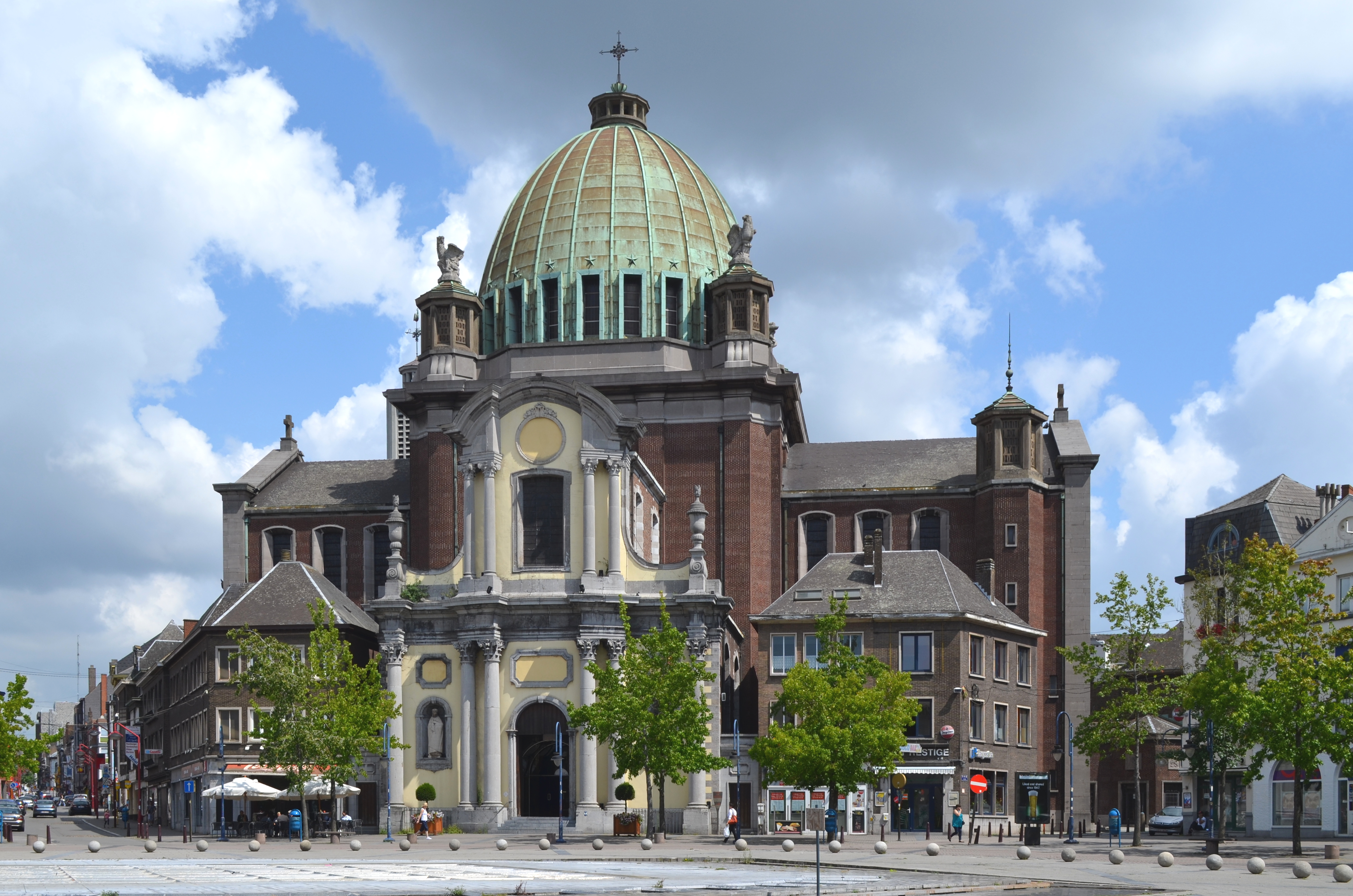
A Szent Kristóf templom

- A városháza harangtornya az UNESCO világörökség része 1999-től.
- A Maison Dorée házat 1899-ben építették Art Nouveau stílusban Alfred Frère tervei alapján. Az épület nevét a homlokzaton található aranyszínű sgraffiti-ről kapta.
- A városban ezen felül számos múzeum (szépművészeti, üveg-, fényképészeti stb.) található.

## Közlekedés

### Polgári repülés
A helyi repülőtér, amelyet Brussels South Charleroi Airport néven ismernek, Gosselies település közelében található, 7 km-re északra a városközponttól. A repülőtér 1919-ben, mint oktatórepülőtér kezdte meg működését, később egy Fairey típusú repülőket előállító üzem is ide települt.
Manapság a reptér jelentős forgalmat bonyolít le, elsősorban a Ryanair bázisaként, de innen üzemeltetik belga járataikat a Wizz Air és Jet4you, valamint nyaranta az OnAir légitársaságok is.
A repülőtér új terminálját 2008 januárjában adták át az utasoknak, mivel a régi, korszerűtlen terminál már nem tudta kiszolgálni a megnövekedett igényeket.
A repülőtér fő vonzáskörzete Brüsszel, ahová a reptérről legegyszerűbben a charleroitransfer.com nevű minibuszos szolgáltatással juthatunk el .

### Városi közlekedés
A városi közlekedést a TEC (Transport En Commun) vállalat üzemelteti, amely a vallon régió tulajdonában van. A várost és az agglomerációt buszok, illetve helyiérdekű vasút szolgálják ki (Métro Léger de Charleroi). Utóbbi egyes szakaszain a Vicinal, a régi belga országos villamoshálózat sínjén fut.

### Metró
A helyiérdekű vasút, a Métro Léger de Charleroi a működő részek mellett a tervezett, de soha el nem készült, a félig kész és az elkészült, de forgalomnak soha át nem adott részeiről is hírhedt. Az 1980-as években még összesen 48 km-es hálózatot terveztek, amely vasúti síneken futó nyolc szárnyvonal alkotott volna, ezek a belvárosban, a központi csomóponton találkoztak volna. Ehhez képest csak egy vonal készült el (Petria irányába), egy vonalat félig elkészítettel (Gilly irányába) és a központi szakasz 3/4-ét is megépítették, mindezt 1976 és 1996. között. Egy másik szárnyvonal Châtelet (Châtelineau) irányába is majdnem megépült, már az elektromos vezetékeket, a jelzőkészülékeket és az állomások mozgólépcsőit is felszerelték, de végül soha nem adták át - az indoklás szerint az utaslétszám túl alacsony lett volna.
A központi gyűrű és a Gilly-szárnyvonal befejezését az elkövetkező öt évben tervezi a város vezetése az Európai Beruházási Bank támogatásával. A Gosselies-szárnyvonalat is tervezik megnyitni, mint villamosvonalat, de a Chatelet vonal befejezése továbbra sincs napirenden.

## Itt születtek
- Jean-Marie Andre, tudós
- Pierre Carette, szélsőbaloldali terrorista
- Jules Destrée, ügyvéd és politikus (Marcinelle-ben született)
- Régis Genaux, labdarúgójátékos
- Georges Lemaître, pap és csillagász, az ősrobbanás-elmélet eredeti kidolgozója
- Fabrice Lig, producer
- Joseph Maréchal, jezsuita pap és filozófus
- Joëlle Milquet, politikus
- Chantal Mouffe, politológus
- François-Joseph Navez, festő
- Paul Pastur, ügyvéd és politikus
- Marcel Thiry, költő
- Raymond Troye, író
- Annette Vande Gorne, zeneszerző
- Fernand Verhaegen, festő és rézkarcoló

## Itt éltek
- Paul Cuvelier, festő és képregény-rajzoló
- Muriel Degauque, Irakban öngyilkos terrorista-robbantást hajtott végre
- Marc Dutroux, pedofil bűnöző, 6 kislány elrablásáért és négyük meggyilkolásáért ítélték el

## Testvérvárosok
- Hirson, Franciaország
- Saint-Junien, Franciaország
- Schramberg, Németország
- Waldkirch, Németország
- Manoppello, Olaszország
- Casarano, Olaszország
- Follonica, Olaszország
- Himedzsi, Hjógo, Japán
- Doneck, Ukrajna
- Pittsburgh, Amerikai Egyesült Államok